# Isonymum
Isonymum je shodné jméno rostliny, které bylo publikováno jiným autorem a je založeno na stejném typu. Nomenklatorické postavení má však jen nejstarší z těchto jmen (isonym). Na mladší jména se nemusí brát zřetel a pokud jsou citovány, píšeme za nimi zkratku isonym., tak jak je to uvedeno v následujícím příkladu: Primula veris Lehm. Monogr. Primul. 27. 1817, isonym.

## Příklady
- John Gilbert Baker (Summary New Ferns: 9. 1892) a Carl Frederik Albert Christensen (Index Filic.: 44. 1905) nezávisle uveřejnili jméno Alsophila kalbreyeri jako náhradu A. podophylla Baker (1892) non Hook. (1857). Protože jméno Alsophila kalbreyeri, uveřejněné Christensenem, je mladším „isonymem“ jména A. kalbreyeri Baker, nemá žádné nomenklatorické postavení.
- Uveřejněním Canarium pimela Leenh. nom. nov. Pieter Willem Leenhouts (in Blumea 9: 406. 1959) znovu použil neoprávněné jméno C. pimela  K. D. König (1805), připsal ho sám sobě a založil na stejném typu. Vytvořil tak mladší „isonymum“ bez nomenklatorického postavení.